# 欧仁·尤内斯库
欧仁·尤内斯库（法語：Eugene Ionesco，發音：[øʒɛn jɔnɛsko]，發音：[e.uˈdʒen joˈnesku] ⓘ；1909年11月26日—1994年3月28日），罗马尼亚及法国的剧作家，荒诞派戏剧最著名的代表之一。生于羅馬尼亞斯拉蒂纳，童年在法国度过，1940年在法国定居。1950年其成名作《秃头歌女》巴黎首演。其后又创作了《上课》、《椅子》等剧。表现“人生是荒诞不经的”主题。

## 生平
尤内斯库生于斯拉蒂纳，父亲是罗马尼亚东正教徒，母亲有法国、希腊及罗马尼亚血统，是个新教徒。 欧仁自己受洗成为了东正教徒。许多文献认为他生于1912年，这个错误是由于尤内斯库自己的虚荣造成的。
他童年的大部分时光是在法国度过，他自称在那儿经历了一次改变他世界观的事件。Deborah B. Gaensbauer在《再访尤内斯库》中提到，“走在外省小村的夏日阳光中，在极蓝的阳光下，（尤内斯库）被光线极大的震撼了” 据他自己说，他突然间呆住了，感受到强烈的光照，产生了在大地上浮起和不可阻挡的幸福感觉。当他“飘回”地面、“光线”离开了他，他感到现实世界充满了腐朽、堕落和毫无意义的重复行为，所以死亡终会降临到每人身上。他后来的创作，反映了这种新的认识，显示出他对现世、交流的反感，以及一种觉得“好世界”存在于一个我们触不到的地方的微妙意识。 他在许多重要到作品中亦提到此次体验。 
父母离婚后，他与父亲于1925年回到了罗马尼亚。在那儿他进入了圣萨瓦国立学院，并于1928至1933年间在布加勒斯特大学进修法国文学，并考取了法语教师的资格。他在那儿认识了埃米尔·齐奥朗和米尔恰·伊利亚德，三人成为一生的朋友。
1936年尤内斯库与Rodica Burileanu结婚。他们育有一女，他为她写了不少反传统的儿童文学。他与家人在1938年回到法国，以使他能够完成博士论文。由于1939年二战的爆发，他留在那儿，在马赛度过了整个战争时期，1944年解放后，搬往巴黎。
1970年尤内斯库成为法兰西学术院院士。他还获得了多个奖项：Tours电影奖（1959）、意大利奖金（1963）、奥地利国家欧洲文学奖（1970）、耶路撒冷奖（1973）；并获得纽约大学和Leuven、Warwick、Tel Aviv多所大学名誉博士。欧仁·尤内斯库84岁时去世，葬在巴黎的蒙帕納斯墓園。

## 写作

### 罗马尼亚
虽然尤内斯库以剧作家出名，戏剧并非他首先选用的体裁。一开始他写诗歌和评论，发表在许多罗马尼亚杂志上。他早期较重要的两部作品是《Nu》和《维克多·雨果荒诞而悲惨的一生》，前者批评了许多重要的罗马尼亚诗人，后者是对维克多·雨果的嘲弄。

### 第一部剧作
尤内斯库1948年以前没有写过剧本，《禿頭歌女》是他的第一部作品。

## 代表作

### 《犀牛》
《犀牛》是尤奈斯庫的代表作。主要寫人在物的絕對統治之下，喪失人格，異化為犀牛。作品圍繞小公務員貝蘭吉的一場荒誕奇遇展開。貝蘭吉是一個社會下層人物。他對生活不滿，對未來感到茫然，時常有一種莫名其妙的恐懼感、孤獨感，但能保持獨立人格。犀牛剛剛在生活中出現，人們深為驚訝，或高談闊論，或漠然置之。一旦演變犀牛成風，追隨者又絡繹不絕。這種異常的突變反而使貝蘭吉頭腦清醒起來，他一邊掙扎，一邊反抗，決不隨波逐流。然而，貝蘭吉對“犀牛化”現象的反抗畢竟是悲觀的、無能為力的，他的孤單的悲鳴和無力的掙扎也並非人類的真正出路。劇本通過人蛻變為犀牛，揭示了西方社會現實中的異化現實，以及人格喪失、精神墮落帶來的社會災難。《犀牛》在藝術上不同於一般的荒誕戲劇，它有完整故事情節，有矛盾衝突，也有高潮與結局，但題材是超現實的，內容是荒誕的。作者採用以假亂真的寫真手法，通過藝術虛構，使劇中的故事顯得真實可信，收到了極好的藝術效果。

### 《禿頭歌女》
作者稱為反戲劇的《禿頭歌女》1950年在巴黎首演，描寫兩對典型的英國中產階級夫婦，史密斯夫婦和馬丁夫婦，在起居室裡展開無聊的對話。
整個故事中，作者故意安插了無數前後不合邏輯的事件，比如馬丁夫婦等待史密斯夫婦很久，隨後四個人的對話中卻好似史密斯夫婦等待馬丁夫婦等待了很久，而且雖然作品剛開始時史密斯夫婦討論了他們剛剛吃過的豐盛的晚餐，在馬丁夫婦到達後史密斯先生卻說他一天都沒有吃過東西。此外，史密斯家中的鐘從一開始的錯亂（鐘敲了17下，史密斯夫人卻說是9點）到後來的完全隨意而響。故事結局時四個主要角色的對白已演變成了毫無意義的胡言亂語：

馬丁夫人：巴剎、巴爾扎克、巴贊！
馬丁先生：古怪、美術、親吻！
史密斯先生：A、C、I、O、U、A、C、I、O、U、A、C、I、O、U、I！
馬丁夫人：B、C、D、F、G、L、M、N、P、R、S、T、V、W、X、Z！
馬丁先生：從蒜到水，從奶到蒜！
史密斯夫人（模仿火車聲）：噹、噹、噹、噹、噹、噹、噹、噹、噹、噹、噹！
史密斯先生：不！
馬丁夫人：在！
馬丁先生：那！
史密斯夫人：邊！
史密斯先生：而！
馬丁夫人：在！
馬丁先生：這！
史密斯夫人：邊！
所有人一起：不在那邊，而在這邊，不在那邊，而在這邊，不在那邊，而在這邊，不在那邊，而在這邊，不在那邊，而在這邊，不在那邊，而在這邊！

作品最後沒有結尾，而是要求兩對夫婦換位坐下，然後全劇從頭開始，只是兩對夫婦的對白完全反了過來。

### 《課堂驚魂》
《課堂驚魂》與《禿頭女高音》同年推出，在《禿頭女高音》演出後表演，因此其悲劇性與主要為喜劇性的《禿頭女高音》形成了強烈的對比（儘管《課堂驚魂》的副標題是“一部喜劇”）。作品描述一個自信的想要考取“全部博士學位”的年青女學生造訪一位老教授的家。作品開始時，教授的女傭正在打掃房間，這時女學生按響門鈴，女傭便將學生迎入房間並叫了進來教授。教授起初熱情歡迎女學生並對她贊不絕口，但女傭卻打斷了他們並且告誡教授不要講解算術。教授生氣地趕走女傭並開始講解算術，但是女學生雖然會做加法題，卻始終無法理解減法，無論教授怎樣講解。隨著教授慢慢從和藹變成暴躁，女學生慢慢也從自信變成了膽怯。教授最後放棄了講解算術，並開始講解語言學。從這裡教授開始發表一篇關於“新西班牙語系”（實際上沒有這個語系）的荒謬演說，而女學生開始牙痛難忍，卻被教授不斷忽略。最終，教授開始要求女學生進行一系列語言之間的翻譯，荒謬的卻是任何句子在任何語言裡翻譯出來的結果都是一模一樣的，而教授卻堅決認為不同語言之間有區別，而對女學生無法理解這一點越來越生氣。故事講到這裡時女學生全身上下每個部位都開始疼痛，教授卻無法忍耐女學生沒有專心聽講。最後教授拿出一把刀，警告女學生“刀殺人”，女學生雖然無法理解但還是重複了“刀殺人”這句話，卻被教授舉刀刺死。

教授：跟我讀，跟我讀：刀……刀……刀……
學生：我……我的喉嚨好痛，刀……啊……肩膀也在痛……前胸也在痛……刀……
教授：刀……刀……刀……
學生：骨盆……刀……大腿……刀……
教授：注意發音……刀……刀……
學生：刀……喉嚨……
教授：刀……刀……
學生：刀……肩膀……手臂、前胸、骨盆都在痛……刀……刀……
教授：這就對了……現在你的發音很標準……
學生：刀……胸痛……腹痛……
教授：注意……不要逼我……刀殺人……
學生：好，好……刀殺人？
教授（一刀將學生殺死）：啊！天啊！

聞聲而入的女傭指責教授並暗示教授最近已經用同樣的方式殺死了數十名學生，教授卻絲毫沒有記憶。最後教授衝出了房間，女傭只得像劇剛剛開始時一樣將房間打掃乾淨。這時，同一開始一樣，一個學生按響門鈴，女傭如同什麼也沒有發生一樣迎入了新學生，暗示整個故事還會從頭再開始一次。

### 《椅子》
《椅子》寫一對年逾九旬的老夫妻對著象徵賓客盈門的滿台空椅追述往事，最後自殺。

## 其他作品
1952年以後的劇作有《責任的犧牲者》、《阿美代或怎樣擺脫它》、《新房客》、《阿爾瑪的即席作》等。在這幾部戲裡，作者認為物的繁衍膨脹最終會不可抗拒地成為扼殺人的力量。1957年以後為尤內斯庫創作的第二階段，劇作多為多幕劇，其中《不為錢的殺人者》描述人在惡行面前無能為力。這劇和。《犀牛》、《空中行人》、《國王死去》的主人公都叫貝朗熱。此後又發表《飢與渴》、《屠殺遊戲》、《麥克貝特》、《提皮箱的人》、《赴死者處旅行》等戲，主題多是寫孤獨的個人在矛盾混亂的宇宙中的處境。除劇作之外尤內斯庫還寫有大量散文、隨筆及論戰文章，多收在《意見與反意見》、《與克洛德·波納弗的會談》、《現在過去，過去現在》 、《散記》等文集中，其中不少是闡述他戲劇觀的論文。他還寫有一部長篇小說《孤獨的人》。